# Андроник Дука Ангел
Андроник Дука Ангел (греч. Ἀνδρόνικος Δούκας Ἄγγελος; приблизительно 1133 — до сентября 1185, предположительно Акра) — византийский аристократ, близкий родственник Комнинов. Участвовал в войнах с сельджуками, поддержал мятеж Андроника I в 1183 году, но после его победы примкнул к заговору. Бежал на Восток и там умер. Его сыновья Исаак и Алексей позже занимали императорский престол.

## Биография
Андроник Дука Ангел родился приблизительно в 1133 году и стал третьим сыном Константина Ангела и Феодоры Комнины. Как внук императора Алексея I он принадлежал к высшей аристократии Византии; император Мануил I приходился ему двоюродным братом. Первое упоминание об Андронике относится к 1166 году, когда он присутствовал на церковном синоде вместе с братьями и другими представителями двора.
В 1176 году вместе с братом Иоанном Андроник участвовал в походе Мануила против сельджуков, командуя отрядом в авангарде. Он сражался при Мириокефале, где византийцы были наголову разбиты. В 1177 году Андроник возглавлял посольство в Иерусалимское королевство, возобновившее союз с королём Балдуином IV. В 1179 году он командовал армией, действовавшей против сельджуков во Фригии. Однажды ночью во время этого похода, услышав крики сельджуков в тылу, Андроник решил, что его войско окружено, вскочил на коня и пустился в бегство. Его армия тоже начала разбегаться, но Мануил Кантакузин с мечом в руках остановил солдат и объяснил, что на них никто не нападает. По словам Никиты Хониата, император был так разгневан позорным поведением Андроника, что пригрозил провести его по улицам Константинополя в женском платье, но позже всё-таки смягчился.
Весной 1182 года императрица-регент Мария Антиохийская и её главный министр Алексей Комнин направили Андроника Дуку Ангела с армией против его кузена Андроника Комнина, который поднял мятеж и угрожал Константинополю. В битве близ Харакса в Вифинии правительственные войска были разбиты, хотя вражеской армией, набранной из крестьян, командовал, по слова Хониата, «какой-то евнух». Вернувшись в столицу, Андроник столкнулся с обвинениями в растрате казённых денег, выделенных на ведение войны. Боясь наказания, он сначала укрылся в своём укреплённом дворце, а позже бежал и присоединился к мятежникам. Вскоре Андроник Комнин занял Халкедон. На его сторону перешёл мегадука Андроник Контостефан со всем флотом, в Константинополе вспыхнуло восстание, Комнин вступил в город и стал регентом, а позже был провозглашён императором (1183).
Новый монарх не стал возвращать своим высокопоставленным сторонникам почётные должности, которые они занимали при Мануиле. Из-за этого возник заговор, который возглавили Андроник Дука Ангел, Андроник Контостефан и логофет дрома Василий Дука Каматерос. Он был раскрыт, Каматероса и Контостефана с четырьмя его сыновьями ослепили, но Дука Ангел и его сыновья смогли бежать. Андроник отправился на Восток, побывал в Дамаске и Багдаде, потом поселился в Акре. Предположительно он умер там незадолго до восшествия на престол его сына Исаака в сентябре 1185 года.

## Семья
Андроник Дука Ангел был женат на Ефросинье Кастамонитиссе. В этом браке родились восемь детей, шесть сыновей и две дочери (имена трёх сыновей, Иоанна, Михаила и Феодора, восстановлены предположительно):
- Константин Комнин Ангел (приблизительно 1151 — после 1199), был ослеплён при Андронике I, при Исааке II получил титул севастократора[12];
- Иоанн Ангел (приблизительно 1152 — предположительно после 1222), был ослеплён при Андронике I, при Исааке II получил титул севастократора, был женат на Ирине Комнине (предположительно), имел сына Андроника[13];
- Алексей III Ангел (приблизительно 1153—1211), император в 1195—1203 годах; сверг и ослепил брата Исаака, сам был свергнут крестоносцами, позже предпринял ряд неудачных попыток вернуться к власти;
- Михаил Ангел (приблизительно 1154 — ?), предположительно был ослеплён при Андронике I[14];
- Феодор Ангел (приблизительно 1155 — после 1199), был ослеплён при Андронике за мятеж[15];
- Исаак II Ангел (1156—1203), император в 1185—1195 годах и в 1203 году (был свергнут и ослеплён братом Алексеем, вернулся к власти благодаря крестоносцам[16];
- Ирина Ангелина (приблизительно 1154 — ?), жена Иоанна Кантакузина[17];
- Феодора Ангелина (приблизительно 1160 — ?), жена Конрада Монферратского, короля Фессалоник[18].